# Atomismo logico

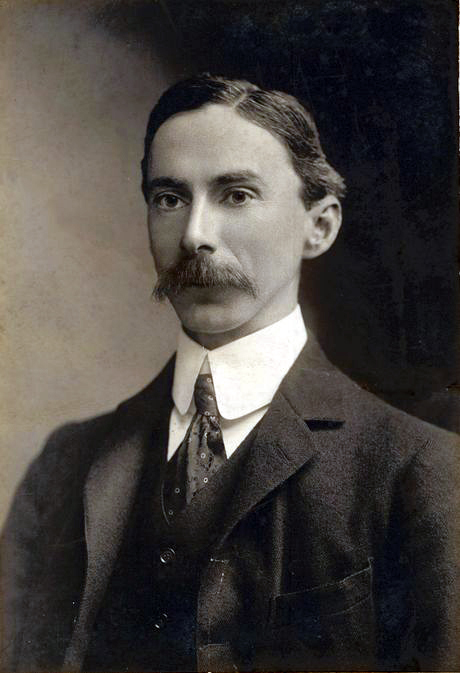
Bertrand Russell

L'atomismo logico è una concezione filosofica nata nella prima parte del Novecento, che sostiene esistano proposizioni non riducibili ad altre proposizioni, esprimenti fatti atomici.

## Storia
L'espressione atomismo logico è stata proposta da Bertrand Russell, che nel teorizzarla fa esplicito riferimento al dialogo intellettuale con lo studente, amico e poi collega Ludwig Wittgenstein. Appare per la prima volta nel 1918 nel testo La filosofia dell'atomismo logico. Il nome riprende la concezione classica dell'atomismo, per la quale il mondo è costituito unicamente da elementi microscopici ed indivisibili, per l'appunto "atomi" (dal greco ἄ-τομος).
L'atomismo logico ha rappresentato un tentativo di interpretazione ontologica ed epistemologica del reale compatibile con l'approccio dei filosofi viennesi che si ispiravano al lavoro di Gottlob Frege e ponevano la logica sottostante al linguaggio come base dell'indagine filosofica. Secondo taluni interpreti tuttavia l'atomismo logico è da considerare un approccio metafisico.

## Atomismo logico-linguistico
Alla concezione atomistica classica Russell e Wittgenstein, che sviluppa una propria versione dell'atomismo logico nel Tractatus Logico-Philosophicus, sottraggono il ruolo di elemento chiave all'atomo fisico per mettere alla base del mondo atomi logici, o fatti atomici.
In accordo con la visione isomorfistica per cui esiste una corrispondenza di forma tra mondo reale e realtà logica, tutti i fatti atomici possono essere espressi in un linguaggio con equivalenti proposizioni atomiche, che potranno essere individuate come "vere" o "false" mediante un confronto con la realtà sensibile dei fatti atomici. La proposizione atomica, costituita da un predicato "F" ed un'entità "a", è espressa nella forma base F(a).
Utilizzando gli operatori logici (e, o, se... allora, etc.) è possibile unire varie proposizioni atomiche in più complesse proposizioni molecolari. In questo modo si può per Russell raggiungere l'obiettivo di formalizzare un linguaggio perfetto con il quale esprimere in modo rigoroso fatti reali complessi, in modo che la verità o falsità delle asserzioni non sia inquinata da imprecisioni linguistiche (obiettivo che poi costituirà l'essenza del Neopositivismo). La nostra conoscenza del mondo dipenderebbe così da dati verificati direttamente tramite esperienza sensibile, costituenti una pluralità di fatti logici indipendenti.

## L'olismo logico di Russell
Russell contrappone questa visione filosofica a quella che definisce "olismo logico", comunemente chiamato monismo, che considera impossibile la conoscenza esatta delle parti senza la conoscenza del tutto. In particolare Russell si oppone all'idealismo assoluto neohegeliano sostenuto da altri filosofi inglesi come Francis Herbert Bradley, di cui era stato studente.
L'obiettivo che Russell si ripropone attraverso questa teoria è quello di fondare il sapere su basi rigorosamente scientifiche con contenuti di verità assoluti e nello stesso tempo dare al  linguaggio quotidiano un fondamento empirico e logico assieme.
Il suo intento sarebbe quello di arrivare, come tenterà di mettere in atto il Neopositivismo, alla fondazione di un'unica scienza basata su proposizioni sensate, cioè verificabili empiricamente e logicamente coerenti.
L'atomismo logico, sembra rifarsi a quella concezione del pensiero greco arcaico che secondo la teoria di Guido Calogero e di Gabriele Giannantoni presupponeva un isomorfismo tra realtà, pensiero e linguaggio: la realtà cioè concepita mentalmente veniva rappresentata dal nome, che per noi è un simbolo linguistico ma che nel pensiero greco dava realtà alla cosa nominata. Non poteva esserci realtà che non venisse pensata e quindi nominata.
Russell con la sua dottrina dell'atomismo logico ribadisce la sua concezione 
- realistica, per la quale esiste oggettivamente una realtà di cui il soggetto prende coscienza,
- logicistica per cui le concezioni mentali sono validamente applicabili alla realtà,
- e scientistica, l'unico vero sapere è quello scientifico, basato su fondamenti logico-empirici.

### Testi
- Bertrand Russell, La filosofia dell'atomismo logico (1918), Torino, Einaudi, 2003.
- Bertrand Russell, Logica e conoscenza: saggi 1911-1950, a cura di Robert C. Marsh, Milano, Longanesi, 1961.
- Ludwig Wittgenstein, Tractatus logico-philosophicus e Quaderni 1914-1916, Torino, Einaudi 1974.

### Studi
- (EN)  David Bostock, Russell's Logical Atomism, New York, Oxford University Press, 2012.
- Ambrogio G. Manno, Filosofia del linguaggio. Atomismo logico, neopositivismo, filosofia analitica, Napoli, Libreira Scientifica Editrice, 1969.
- (EN)  Herbert Hochberg, Thought, Fact and Reference: The Origins and Ontology of Logical Atomism, Minneapolis, University of Minnesota Press, 1978.